# منطقه صنعتی جاده دولت‌آباد
منطقه صنعتی جاده دولت‌آباد روستایی در دهستان برخوارمرکزی بخش مرکزی شهرستان برخوار استان اصفهان ایران است.

## جمعیت
بر پایه سرشماری عمومی نفوس و مسکن در سال ۱۳۹۵ جمعیت این مکان ۳۳ نفر (۱۰خانوار) بوده‌است.